# Ewald von Massow
Ewald Robert Valentin von Massow (* 17. April 1869 in Belgard; † 12. Oktober 1942 in Berlin) war ein deutscher Generalmajor und SS-Gruppenführer.

## Leben
Ewald von Massow stammte aus der pommerschen uradligen Familie Massow. Er war der älteste Sohn des Generals der Kavallerie Robert von Massow (1839–1927) und dessen erster Ehefrau Martha, geborene von Loeper (1848–1872), Tochter des Gutsbesitzers Johann von Loeper-Nessin und der Emilie Steffenhagen.
Massow absolvierte das Gymnasium und trat am 22. März 1889 als Fahnenjunker in das 2. Garde-Regiment zu Fuß der Preußischen Armee ein. Im weiteren Verlauf seiner Militärkarriere wurde Massow zum Großen Generalstab kommandiert und nahm als Premierleutnant 1900 an der Niederschlagung des Boxeraufstandes in China teil. Hier erhielt für seinen Einsatz den Kronenorden IV. Klasse mit Schwertern. Nach seiner Rückkehr im November 1901 zur Dienstleistung beim Großen Generalstab kommandiert, wurde er mit der Beförderung zum Hauptmann am 22. März 1903 dem Generalstab der Armee aggregiert. Von September 1905 bis Januar 1907 war Massow im Generalstab des III. Armee-Korps tätig, fungierte anschließend als Kompaniechef im Garde-Füsilier-Regiment und kam am 17. April 1908 wieder zum Generalstab der Armee. Kurz darauf war er als Militärattaché an den deutschen Gesandtschaften in Bukarest, Belgrad und Sofia tätig. Im September 1911 wurde Massow nach Deutschland zurück berufen und als Major zum Generalstab der 6. Division versetzt. Nach zweijähriger Tätigkeit folgte seine Versetzung in den Großen Generalstab. Während der Balkankriege 1912/13 kommandierte man ihn in das bulgarische Hauptquartier.
Zu Beginn des Ersten Weltkriegs diente Massow im Generalstab des I. Armee-Korps, wurde am 24. Dezember 1914 zum Oberstleutnant befördert und diente ab 15. April 1917 als Flügeladjutant von Kaiser Wilhelm II. Als Generalmajor stellte man ihn nach dem Waffenstillstand zur Disposition.
Massow trat zum 1. August 1930 der NSDAP bei (Mitgliedsnummer 315.743) und wurde später Amtsleiter bei der Reichsleitung der NSDAP. Er trat der SS bei (SS-Nummer 39.421), wurde zum 30. Januar 1933 SS-Sturmführer (Leutnant) ernannt, im Sommer 1933 zum Sturmbannführer (Major). Bald stieg er in die höheren SS-Dienstgrade auf, am 9. November 1934 SS-Oberführer und am 30. Januar 1936 die Beförderung zum SS-Brigadeführer (Generalmajor). Er wurde schließlich 1939 zum SS-Gruppenführer ernannt.
Aufgrund seiner Mitgliedschaft in der NSDAP musste er Ende 1938 gemäß dem so gen. Heß-Erlass 2/1938, aus den Johanniterorden austreten. Der Kongregation gehörte Massow seit 1904 als Ehrenritter, und seit 1922 als Rechtsritter an. Die Maßnahme betraf rund 400 Johanniter, etwa zehn v. H. des Ordens. Am gleichen Tag traten u. a. Karl Christian Prinz zur Lippe-Weißenfeld, Victor von Poser und Groß-Naedlitz, Walther von Wiese und Kaiserswaldau, Adolf von und zu Gilsa und Engelhard von Nathusius aus.
Nach der Regierungsübernahme der NSDAP wurde er 1933 Präsident des Deutschen Akademischen Austauschdienstes (DAAD), ohne jemals eine akademische Ausbildung absolviert zu haben.
Er heiratete am 15. Oktober 1902 in Breslau Erika von Wallenberg Pachaly (1883–1959), Tochter der Minna Gelpke und Konsuls und Bankiers Gotthard von Wallenberg Pachaly. Die Familie bewohnte das Haus Brückenallee 31 in Berlin und ferner ein zweites Haus in Rotherberg bei Zillerthal-Erdmannsdorf in Schlesien. Aus der Ehe stammt der Sohn Detlef von Massow (1911–1982), Wirtschaftsjurist und Diplomat. Friedrich von Wallenberg-Pachaly ist sein Schwager.
Massow verstarb 1942 in Berlin an einem Herzversagen.